# Janet Fielding

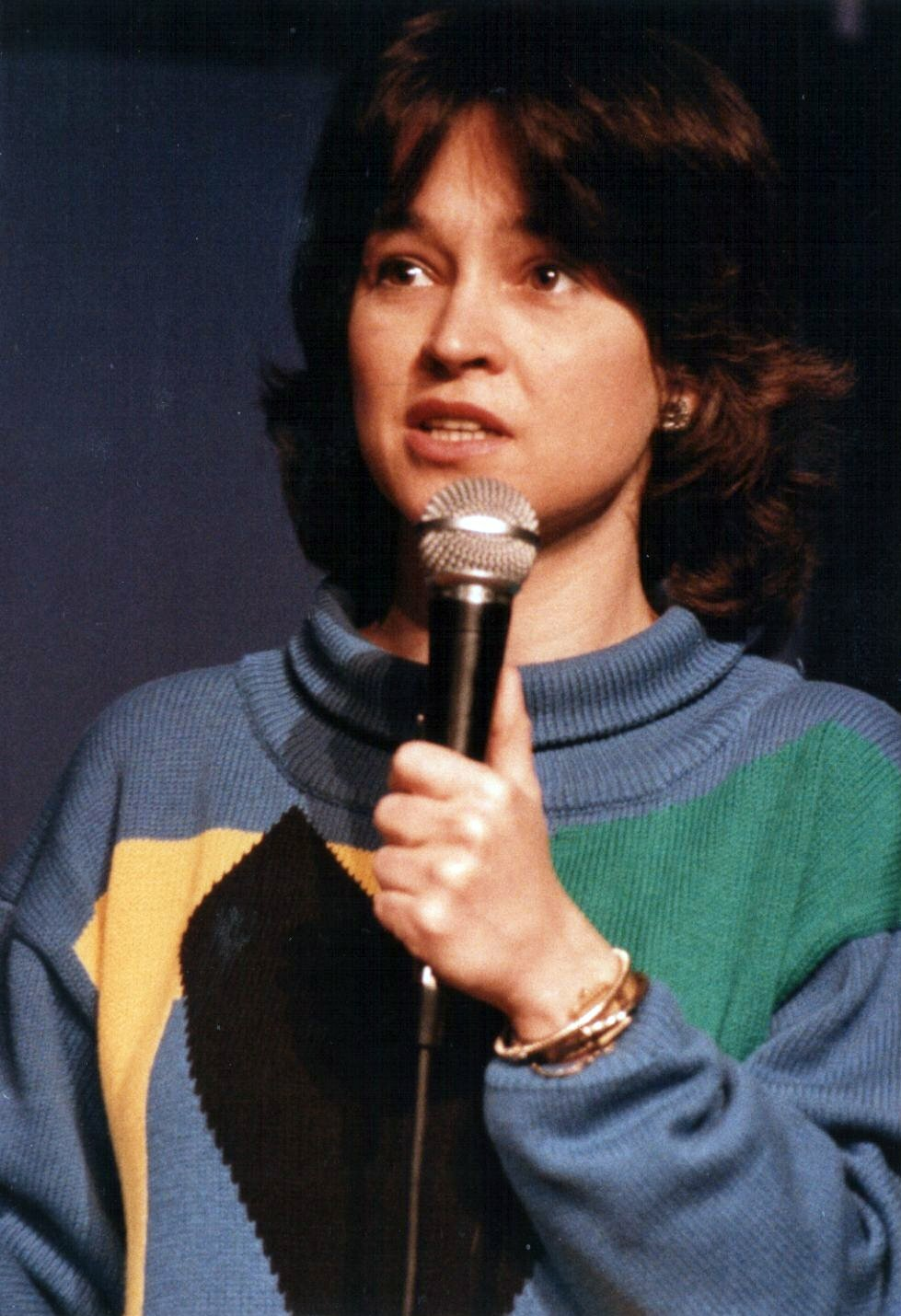
Janet Fielding

Janet Fielding (* Januar 1957 in Brisbane, Queensland als Janet Mahoney) ist eine australische Schauspielerin.
Ihre bekannteste Rolle ist die der Tegan Jovanka in Doctor Who als Begleiterin des vierten Doktors, gespielt von Tom Baker, und vor allem des fünften, gespielt von Peter Davison. Fielding spielte die Rolle von 1981 bis 1984 sowie 2022. 1982 heiratete sie den außenpolitischen Redakteur der Daily Mirror Nick Davies. Beide ließen sich 1991 scheiden. In den 1990ern arbeitete Fielding als Schauspieler-Agentin und schlug Paul McGann als achten Doktor vor. Fielding spielte Tegan auch in Doctor-Who-Hörspielen. Heute arbeitet sie in einer Wohltätigkeitsorganisation.